# 決定の本質
『決定の本質』(Essence of Decision)とはアメリカ合衆国の政治学者のグレアム・アリソンによる政治学の対外政策に関する著作である。1971年の初版をフィリップ・ゼリコウを共著者に加えて全面改訂した第2版が1999年に刊行された。

## 概要
本書は1962年10月のキューバ危機におけるアメリカ政府の対外政策を独自の理論的枠組みを以って分析したものであり、1971年に発表された。アリソンは1940年にアメリカのノースカロライナ州で生まれ、ハーバード大学とオックスフォード大学を経て学位を取得し、1968年にケネディ・スクール・オブ・ガバメントの助教授となる。本書は学位論文として提出した『概念的モデルとキューバ・ミサイル危機』において示された概念的モデルを発展させたものであり、政府の決定を評価するための対外政策の研究として高く評価されている。
本書の構成は序章、合理的行為者(合理的アクター）としての第一モデルを論じた第一章、第一モデルを使用したキューバ危機の分析を行った第二章、組織過程（組織行動）としての第二モデルを論じた第三章、第二モデルを使用したキューバ危機の分析を行った第四章、政府内政治としての第三モデルを論じた第五章、第三モデルを使用したキューバ危機の分析を行った第六章、最後に結論を述べた第七章の八つの章から成り立っている。
アリソンは合理的行為者（合理的アクター）、組織過程（組織行動）そして政府内政治という三種類のモデルを用いて対外政策を説明する。合理的行為者（合理的アクター）のモデルはモーゲンソウの理論に示されたような現実主義の枠組みを応用したものであり、問題の客観的認識、国家目標の優先順位の明確化、あらゆる手段の提示、最適手段の選択という前提を持つモデルである。合理的行為者（合理的アクター）のモデルによればキューバ危機におけるアメリカの海上封鎖という決定はキューバに対する戦略爆撃や着上陸作戦に比べて最適の選択肢であったと説明することができる。
しかしアリソンは政策の決定過程を組織内部に求めるモデルとしての組織過程（組織行動）モデルを提唱している。組織過程モデルでは対外政策の主体は国家ではなく諸々の政府組織がそれぞれ行為者となる。組織的な活動は受諾可能な行動に対する拘束、目標への連続的考慮、標準作業手続、不確定性の回避、問題指向的探索などの特徴がある。この組織過程（組織行動）のモデルによれば、アメリカのキューバに対する対外政策は組織的なルーティンに則って形成・実施されたものであったことが分かる。
第三のモデルとしてアリソンは政府内政治というモデルも提唱されている。これは組織をさらに細分化して観察する理論的立場を採用しており、組織内で役職に就いている人間の相互の駆け引きの結果として政策が決定されると論じている。アリソンはキューバ危機に対する対外政策の決定に関与した人間について、アメリカにおける大統領、副大統領、国務長官、国防長官、中央情報局長官、統合参謀本部司令官、大統領補佐官など33名を列挙しており、ソビエト連邦においても19名が関与したと指摘している。
アリソンはこれら三つのモデルがもたらす見解の相違が明らかに存在することを指摘している。それぞれのモデルが重要視する諸要因の差異は何が重要であるかについての判断の相違を明らかにする。対外政策に対する第一モデルの意義は大きいが、これを唯一の分析法とすることによって考察は行き詰まっている。第二モデルや第三モデルの意義はこの第一モデルの行き詰まりに新しい視点をもたらしたことであり、また異なる教訓が得られることである。